# Peter Brown (Illustrator, 1979)

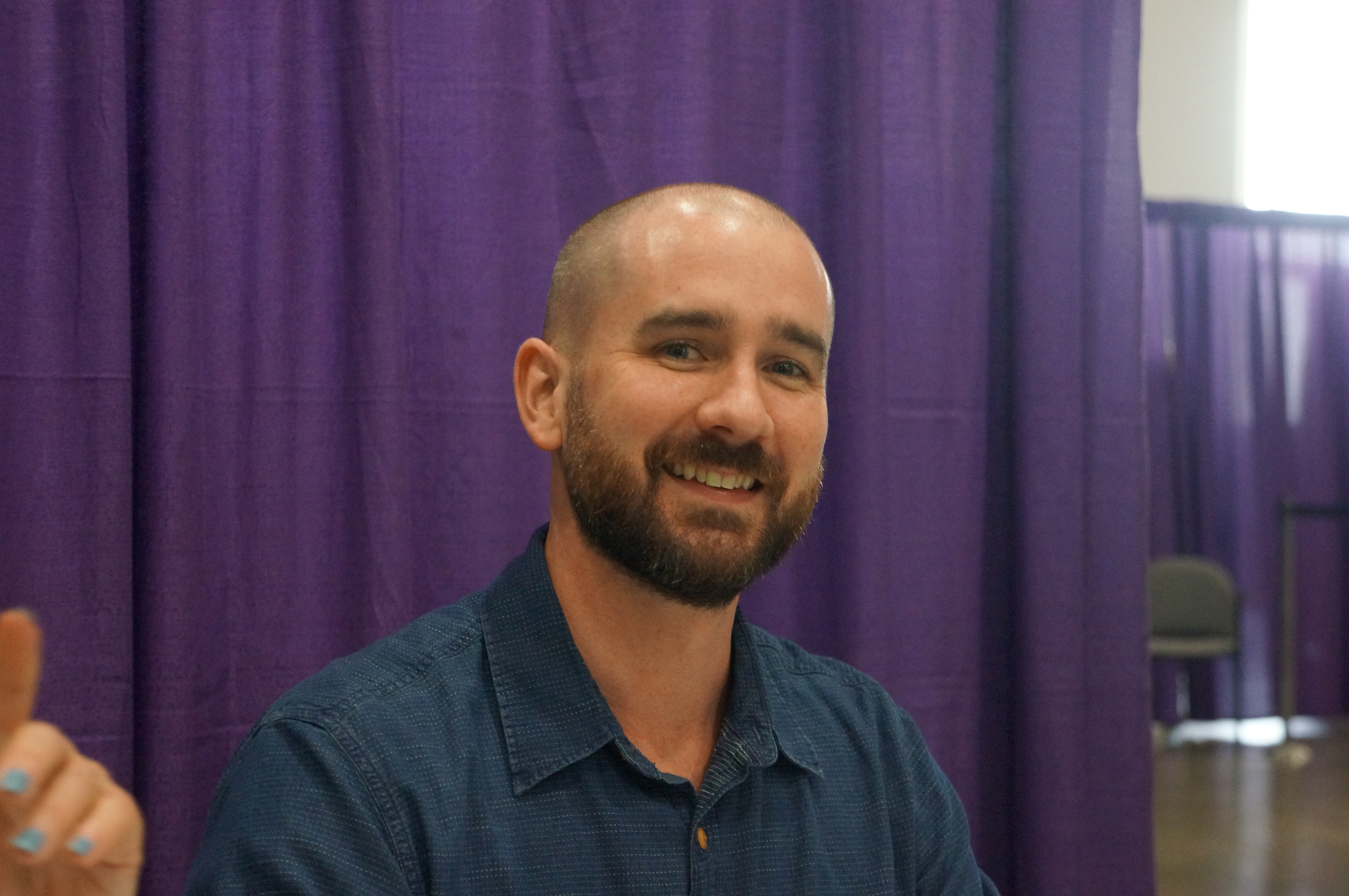
Peter Brown

Peter Brown (* 1979 in Hopewell, New Jersey) ist ein US-amerikanischer Autor und Illustrator.
Brown illustrierte zahlreiche Bilderbücher, von denen er mehrere auch verfasste. Zu seinen wichtigsten Werken gehören The Curious Garden (2009; Deutsch Der neugierige Garten, 2014), Mr. Tiger Goes Wild (2013; Deutsch Herr Tiger wird wild, 2014) und My Teacher Is a Monster! (No, I Am Not.) (2014). Verschiedene seiner Bücher waren The-New-York-Times-Bestseller. Für sein illustratives Werk wurde Brown unter anderem mit der Caldecott Medal (2013) ausgezeichnet.

## Leben und Werk
Peter Brown wuchs im Bundesstaat New Jersey auf und liebte es bereits als Kind, Geschichten durch Bilder zu erzählen. Im Alter von sechs Jahren schrieb und illustrierte Brown sein (unveröffentlichtes) Buch The Adventure of Me and My Dog „Buffy“. Inspiration für die Geschichte war das Verschwinden des Familienhundes Buffy. Obwohl der Hund nicht lange verschwunden war, stellte Brown Mutmaßungen an, was Buffy allein und von seiner Familie getrennt erlebt haben könnte. Seine Ideen hielt er in dem Buch fest, für das seine Mutter seine Geschichte aufschrieb. Als Teenager entdeckte er auch das Schreiben für sich und begann, erste Geschichten zu verfassen.
Brown studierte Illustration am Art Center College of Design in Pasadena (Kalifornien) und belegte dort verschiedene Kurse zu Kinderbüchern. Nach Abschluss seines Studiums mit einem Bachelor of Fine Arts zog Brown nach Brooklyn, New York, vor allem wegen der Nähe zur US-Verlagsszene, arbeitete aber zunächst im Bereich von animierten Fernsehshows, für die er Hintergründe malte. Sein erstes Bilderbuch als Autor und Illustrator war Flight of the Dodo (2005).
Um Bücher zu illustrieren, nutzt Brown sowohl klassische wie auch moderne Formen der Malerei. Gewöhnlich beginnt er ein Bild mittels Malen mit Tinte, Wasserfarben oder Gouache. Anschließend scannt er die Illustrationen und arrangiert und finalisiert diese am Computer. Browns Stil ist von Buch zu Buch teilweise sehr unterschiedlich. Diesen stetigen Wechsel begründet er zweifach:

„1) I get bored, and so I try new things to keep it interesting. 2) I let my illustrations to do most of my storytelling. But I think certain art styles are better suited to tell certain kinds of stories. So I change my art style to better tell each particular story.“

Ästhetische Vorbilder für sein Buch Mr. Tiger Goes Wild waren laut Eigenauskunft vor allem Eyvind Earl, Mary Blair, Martin und Alice Provensen, Charley Harper und Leonard Weisgard. Besonderheit des Buches ist der für Bilderbücher untypische Schutzumschlag, durch den die zentrale Thematik der Buches – das Ausbrechen aus gewohnten Strukturen – auch buchästhetisch eine Entsprechung findet.
Inspiration für sein Buch My Teacher Is a Monster. (No. I am Not.) war eine Grundschullehrerin von Brown, von der er als Kind aufgrund ihres strengen, humorlosen und kalten Wesen stets dachte, sie sei ein Monster und würde ihn nicht mögen. Eines Tages entdeckte diese Lehrerin eine Zeichnung von Brown, die sie so beeindruckte, dass sie diese dem Kunstlehrer und dem Schulrektor übergab und forderte, dass Brown in das ambitionierte Kunstprogramm der Schule aufgenommen werden müsse. Auf diese Weise nahm Brown an Kunstkursen teil und konnte seine Fähigkeiten schon früh gezielt entwickeln.
Im Mai 2014 äußerte sich Brown in seinem Blog zum Streit zwischen der Hachette Book Group, die viele seiner Bücher verlegt, und Amazon. (Amazon wollte niedrigere Preise für E-Books von Hachette durchsetzen, bei gleichzeitig höheren Anteilen der Erlöse für Amazon. Als Folge des Streits waren Bücher von Hachette bei Amazon zeitweise nicht lieferbar oder hatten besonders lange Lieferzeiten.) Brown begründete seine Kritik an Amazon zunächst mit dem durch den Konzern ausgelösten Verfall des Bewusstseins, dass das Buch ein Kulturgut ist, welches Geld kostet:

„To sell things like batteries and soap Amazon has driven down the price of books, which is convincing people that books aren’t worth much. But that’s not true. Books change lives, and they’re beautiful objects, and they have a special place in our history and culture. Books are worth a lot.“

Anschließend führt er weiter aus, warum er von Amazon als Buchhändler abraten würde:

„If you care about books, if you care about culture, if you want to live in a world with bookstores, then I encourage you to wean yourself from Amazon. There are other ways to buy books online.“

2015 war er Jurymitglied der Auszeichnung Das außergewöhnliche Buch des Kinder- und Jugendprogramms des Internationalen Literaturfestivals Berlin.
Browns Bücher wurden teilweise zu Theaterstücken und animierten Kurzfilmen umgearbeitet und in verschiedene Sprachen übersetzt. Sein Buch Der wilde Roboter wurde 2024 von DreamWorks Animation unter der Regie von Chris Sanders verfilmt. Der Animationsfilm Der wilde Roboter lief im Oktober 2024 in den Kinos an.
Brown lebt in Brooklyn in New York.

## Publikationen (Auswahl)
Peter Brown (Text und Illustration):
- The Curious Garden. Bilderbuch. Little, Brown Books for Young Readers, New York 2009, ISBN 978-0-316-01547-9.
  - Der neugierige Garten. Nils Aulike (Übersetzung). Bohem Press, Münster 2014, ISBN 978-3-855-81543-2.
- Mr. Tiger Goes Wild. Bilderbuch. Little, Brown Books for Young Readers, New York 2013, ISBN 978-0-316-20063-9
  - Herr Tiger wird wild. Uwe-Michael Gutzschhahn (Übersetzung).  Cbj Verlag, München 2014, ISBN 978-3-570-15908-8.
- My Teacher Is A Monster! (No. I Am Not.) Bilderbuch. Little, Brown Books for Young Readers, New York 2014, ISBN 978-0-316-07029-4.
- The Wild Robot. Little, Brown Books for Young Readers, New York, ISBN 978-0-316-38199-4.
  - Der wilde Roboter. Uwe-Michael Gutzschhahn (Übersetzung). Penguin Junior  2023, ISBN 978-3-328-30403-6.
- The Wild Robot Escapes. Little, Brown Books for Young Readers, New York, 2020, ISBN 978-0-316-47926-4.
- The Wild Robot Protects. Little, Brown Books for Young Readers, New York, 2023, ISBN 978-0-316-66941-2.

## Nominierungen und Auszeichnungen
| Datum         | Buch                                     | Nominierung / Auszeichnung                                                                       |
| ------------- | ---------------------------------------- | ------------------------------------------------------------------------------------------------ |
| 3. Sept. 2013 | Mr. Tiger Goes Wild                      | Starred Review von Kirkus Reviews                                                                |
| 30. Mai 2014  | Mr. Tiger Goes Wild                      | Boston Globe-Horn Book Award for Excellence in Children´s Literature in der Kategorie Bilderbuch |
| 1. Juli 2014  | My Teacher Is A Monster! (No. I Am Not.) | Starred Review von Kirkus Reviews                                                                |
| 31. Dez. 2014 | Mr. Tiger Goes Wild                      | Aufnahme auf die Liste Die schönsten Bilderbücher des Jahres in Die Welt                         |
| 31. Dez. 2014 | The Curious Garden                       | Aufnahme auf die Liste Die schönsten Bilderbücher des Jahres in Die Welt                         |